# وفسن
وفسن (به لاتین: Vefsn) یک شهرداری در نروژ است که در نوردلند واقع شده‌است.

## خصوصیات
وفسن ۱٬۹۲۸٫۷۲ کیلومترمربع مساحت و ۱۳٬۳۰۷ نفر جمعیت دارد.